# Me Against the Music
Me Against the Music è un singolo della cantante statunitense Britney Spears, pubblicato il 14 ottobre 2003 come primo estratto dal quarto album in studio In the Zone. Il brano vede la partecipazione della cantautrice statunitense Madonna. 
La canzone è stata per un lungo periodo ai vertici delle classifiche mondiali vendendo 1 500 000 copie nel mondo. È stata prodotta da Chris "Tricky" Stewart e Penelope Magnet.

## Video musicale
Il video musicale è stato diretto da Paul Hunter e prodotto da Veronica Zelle. Il video della canzone mostra Britney e Madonna impegnate a ballare prima in una discoteca, cantando insieme o a intervalli l'una all'altra; successivamente in un giardino ed in seguito intorno ad un vecchio letto. Britney cerca d'inseguire poi la regina del pop, alla fine del video si ritrovano e Madonna si volatilizza dopo il tentativo della Spears di baciarla.

## Accoglienza
Stephen Thomas Erlewine da AllMusic ha definito Me Against the Music una delle "perle" del disco In the Zone. Caryn Ganz da Spin, nella sua recensione di In the Zone, l'ha definito "un bellissimo esempio di Britney 4.0 - una pietra miliare dance a ritmo veloce che mastica una percussione che si propaga attraverso una trafficata profusione di sintetizzatori". Dave De Sylvia da Sputnikmusic ha affermato che "a parte i reciproci patetici scambi di nome e un ritornello deludente, il pezzo è un espediente ideale per aprire l'album. È un up-tempo dance con un gran nome coinvolto; che altro avrebbe potuto desiderare?" Gavin Mueller, che scrive per Stylus Magazine, ha ribattuto che il singolo "beneficia di un dinamico ritmo a sfondo garage, nonostante una tiepida Madonna minacci di sciupare il divertimento".
Spence D. da IGN ha scritto: "inizialmente orecchiabile, finisce con l'essere dimenticata a meno che non si consideri che sia la controparte musicale a quel momento pubblicitario sancito dal bacio delle due popstar agli MTV Video Music Awards 2003".
Jamie Gill da Yahoo! Music Radio ha affermato che "la presenza di Madonna nel pezzo dal titolo stupendo ma profondamente ripugnante è una burla postmoderna creata per far pensare a tutti gli ascoltatori intelligenti: 'American Life era abbastanza bello dopotutto'".

## Promozione

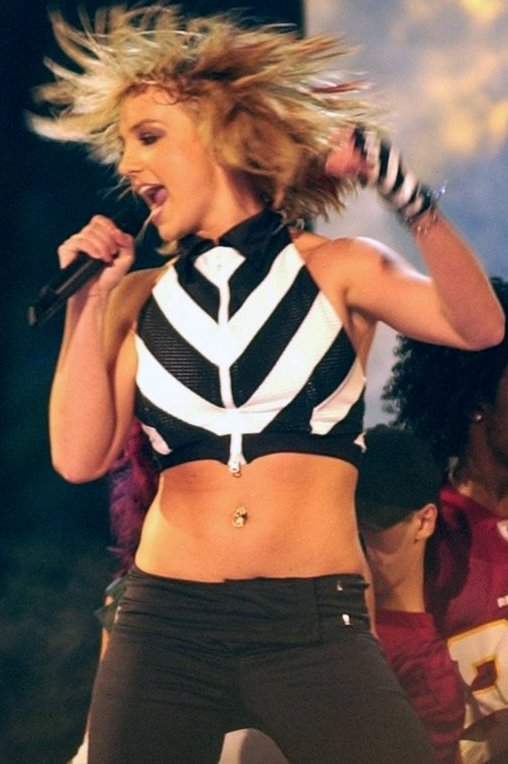
Britney Spears esegue Me Against the Music dal vivo al National Mall durante il concerto NFL Kickoff Live 2003.

La Spears ha eseguito il brano in molte trasmissioni televisive e durante il  The Onyx Hotel Tour,  The Circus: Starring Britney Spears  dove è stato riagganciato in versione Bollywood
simile al remix già inserito nell'album In The Zone(Rishi Rich's Desi Kulcha Remix) e negli show a Las Vegas  Britney: Piece of Me .
Spesso il brano è stato eseguito in playback: Britney non ha quasi mai cantato la canzone dal vivo a causa dell'articolata coreografia che accompagnava l'esecuzione del brano.
La Spears e Madonna non hanno mai eseguito la canzone insieme dal vivo; in ogni esecuzione live del brano la voce di Madonna era registrata o spesso assente.

## Tracce
Australia CD 1 (82876 577552)
1. "Me Against the Music" — 3:43
2. "Me Against the Music" Peter Rauhofer Radio Mix] — 3:42
3. "Me Against the Music" [The Mad Brit Mixshow] — 5:55

Australia Limited Edition CD 2 (82876 577562)
1. "Me Against the Music" [Rishi Rich's Desi Kulcha Remix] — 4:33
2. "Me Against the Music" [Passengerz Vs The Club Mix] — 7:34
3. "Me Against the Music" [Terminalhead Vocal Mix] — 7:07
4. "Me Against the Music" [Instrumental] — 3:35

Germany Pock-It CD (82876 581272)
1. "Me Against the Music" — 3:43
2. "Me Against the Music" [Rishi Rich's Desi Kulcha Remix] — 4:33

Japan Promo Remix CD (BVCQ-21009)
1. "Me Against the Music" [B.E.D Remix]

UK/Europe CD Single (82876576432)
1. "Me Against the Music" — 3:43
2. "Me Against the Music" [Rishi Rich's Desi Kulcha Remix] — 4:33
3. "Me Against the Music" [Peter Rauhofer Radio Mix] — 3:42
4. "Me Against the Music" [The Mad Brit Mixshow] — 5:55

UK Promo CD (82876 571162)
1. "Me Against the Music" — 3:43
2. "Me Against the Music" [Rishi Rich's Desi Kulcha Remix] — 4:33

U.S. CD Single (82876 582152)
| width="50%" |
1. "Me Against the Music" — 3:43
2. "Me Against the Music" [Trak Starz Remix] — 3:31
3. "Me Against the Music" [Gabriel & Dresden Club Mix] — 8:51
4. "Me Against the Music" [Peter Rauhofer Radio Mix] — 3:43
5. "Me Against the Music" [The Mad Brit Mixshow] — 5:55
6. "Me Against the Music" [Bloodshy & Avant “Dubbie Style” Remix] — 5:15
7. "Me Against the Music" [Kanye West Remix] — 3:43

U.S. 12" Vinyl (82876 577571)
- Side A:

1. "Me Against the Music" [Peter Rauhofer's Electrohouse Mix] — 8:17
2. "Me Against the Music" [The Mad Brit Mixshow] — 5:55

- Side B:

1. "Me Against the Music" [Gabriel & Dresden Club Mix] — 8:51
2. "Me Against the Music" [Rishi Rich's Punjabi Club Mix] — 5:34

- Side C:

1. "Me Against the Music" [Peter Rauhofer's Electrohouse Dub] — 6:49
2. "Me Against the Music" [Passengerz Vs The Club Mix] — 7:34

- Side D:

1. "Me Against the Music" [Gabriel & Dresden Dub] — 7:14
2. "Me Against the Music" [Terminalhead Vocal Mix] — 7:07

## Remix
"Me Against The Music" è stata una delle canzoni di Britney Spears più remixate.
| - Album Version/Video Mix 3:44 - Instrumental/Video Mix [Instrumental] — 3:34 - Rishi Rich's Desi Kulcha Remix — 4:33 - Rishi Rich's Desi Kulcha Remix [Instrumental] — 4:33 - Rishi Rich's Punjabi Club Mix — 5:34 - Rishi Rich's Desi Kulcha Remix (featuring Penelope Magnet) — 3:35 - Gabriel & Dresden Club Mix — 8:51 - Gabriel & Dresden Radio Edit — 3:39 - Gabriel & Dresden Dub — 7:14 - Peter Rauhofer's Electro House Mix — 8:17 - Peter Rauhofer's Electro House Dub — 6:49 - Peter Rauhofer's Electro House Radio Mix — 3:43 - Bloodshy & Avant "Chix Mix" (featuring Penelope Magnet) — 5:16 - Bloodshy & Avant "Chix Mix" [Lidrock edit] (featuring Penelope Magnet) — 3:31 | - Bloodshy & Avant "Dubbie Style" Remix — 5:15 - Justice Remix — 4:01 - Passengerz vs. The Club Mix — 7:34 - The Mad Brit Mixshow — 5:55 - Terminalhead Vocal Mix — 7:07 - B.E.D. Club Mix — 3:45 - Scott Storch Mix — 3:38 - The Trak Starz Remix — 3:31 - Dragon Man Remix (featuring Penelope Magnet) — 3:44 - Dragon Man Remix (featuring Madonna) — 3:44 Confirmed by Taan Newjam - Dragon Man Remix [Instrumental] — 3:41 Confirmed by Taan Newjam - Kanye West Remix — 3:43 |

## Premi
| Anno | Evento                 | Premio                                | Risultato |
| ---- | ---------------------- | ------------------------------------- | --------- |
| 2004 | Billboard Music Awards | Best-selling Dance Single of the Year | Vinto     |
| 2004 | Billboard Music Awards | Miglior Singolo Dance dell'Anno       | Vinto     |

## Classifiche

### Classifiche internazionali
| Classifica (2003) | Posizione massima |
| ----------------- | ----------------- |
| Australia         | 1                 |
| Austria           | 12                |
| Belgio (Fiandre)  | 5                 |
| Belgio (Vallonia) | 3                 |
| Canada            | 2                 |
| Danimarca         | 1                 |
| Europa            | 1                 |
| Finlandia         | 5                 |
| Francia           | 11                |
| Germania          | 5                 |
| Irlanda           | 1                 |
| Italia            | 2                 |
| Giappone          | 38                |
| Norvegia          | 2                 |
| Nuova Zelanda     | 13                |
| Paesi Bassi       | 5                 |
| Regno Unito       | 2                 |
| Spagna            | 1                 |
| Svezia            | 5                 |
| Svizzera          | 4                 |
| Stati Uniti       | 35                |
| Ungheria          | 1                 |

### Classifiche di fine anno
| Classifica (2003) | Posizione |
| ----------------- | --------- |
| Australia         | 48        |
| Belgio (Friande)  | 85        |
| Belgio (Vallonia) | 81        |
| Italia            | 22        |
| Regno Unito       | 60        |